# Angst essen Seele auf
Angst essen Seele auf is een West-Duitse film uit 1974 van Rainer Werner Fassbinder met Brigitte Mira en El Hedi ben Salem in de hoofdrollen. De film won twee prijzen op het Filmfestival van Cannes in 1974 en wordt beschouwd als een van Fassbinders krachtigste werken. Brigitte Mira ontving de Deutsche Filmpreis voor haar vertolking.

## Titel
De titel Angst essen Seele auf is opzettelijk grammaticaal verkeerd. Correct Duits zou geweest zijn "Angst isst die Seele auf", maar de taalkundige fout moet het gebroken Duits vertolken van Ali.

## Korte inhoud
Ali (Salem) is een jonge Marokkaanse gastarbeider en Emmi (Mira) een 60-jarige weduwe en poetsvrouw. Zij ontmoeten elkaar als Emmi gaat schuilen in een bar voor de regen en aangetrokken wordt door de exotische Arabische muziek. De Duitse uitbaatster Barbara (Barbara Valentin) stelt Ali voor om Emmi ten dans te vragen en zij stemt toe. Er ontwikkelt zich een vreemde vriendschap, vervolgens een romance en ten slotte besluiten zij te huwen. Er volgt een bittere reactie op hun relatie. De buren klagen erover dat hun gebouw vervuilt. Emmi wordt gemeden door haar collega's en Ali ondervindt alom discriminatie. Als Emmi haar schoonzoon Eugen en haar dochter Krista (Fassbinder zelf en Irm Hermann) vertelt dat zij verliefd is op Ali, denkt Eugen dat zij gek is geworden.
De huiseigenaar komt melden dat onderverhuring niet kan volgens het huurcontract en dat Ali binnen de dag moet vertrekken, maar Emmi zegt dat Ali en zijzelf zullen trouwen om dit probleem op te lossen. Als Emmi haar drie kinderen uitnodigt om haar echtgenoot voor te stellen, reageren die zeer afwijzend. Om aan de discriminatie te ontsnappen nemen Emmi en Ali een lange vakantie en bij hun terugkomst ondervinden zij meer sociale aanvaarding. Emmi toont Ali's spieren aan haar buren om aan te tonen dat hij proper is. Ali begint echter een affaire met de café-uitbaatster Barbara, die couscous voor hem maakt. Emmi gaat naar de bar en Emmi en Ali dansen opnieuw met elkaar en stellen vast dat het belangrijk is om weer samen te zijn en dat zij lief voor elkaar moeten zijn. Ali zakt op dat moment neer door een openbarstende maagzweer. Emmi bezoekt Ali in het ziekenhuis.

## Rolverdeling
| Acteur                   | Personage                                                    |
| ------------------------ | ------------------------------------------------------------ |
| Brigitte Mira            | Emmi Kurowski (Emanuela ben Salem M'Barek Mohammed Mustapha) |
| El Hedi ben Salem        | Ali (El Hedi ben Salem M'Barek Mohammed Mustapha)            |
| Barbara Valentin         | Barbara                                                      |
| Irm Hermann              | Krista, dochter van Emmi                                     |
| Rainer Werner Fassbinder | Eugen, de man van Krista                                     |
| Karl Scheydt             | Albert Kurowski                                              |
| Marquard Bohm            | Gruber                                                       |
| Walter Sedlmayr          | Angermayer                                                   |
| Doris Mattes             | mw. Angermeyer (als Doris Mathes)                            |
| Lilo Pempeit             | mw. Münchmeyer                                               |
| Gusti Kreissl            | Paula                                                        |
| Margit Symo              | Hedwig                                                       |
| Elisabeth Bertram        | Frieda                                                       |
| Helga Ballhaus           | Yolanda                                                      |
| Elma Karlowa             | mw. Kargus                                                   |
| Anita Bucher             | mw. Ellis                                                    |
| Kurt Raab                | automonteur                                                  |

## Productie
- De film werd in twee weken gedraaid, om de tijd te vullen tussen twee andere films, Martha en Fontane Effi Briest.
- De rol van Ali wordt gespeeld door El Hedi ben Salem, die in die tijd de vaste partner was van Fassbinder. Ben Salem pleegde een aantal jaren later zelfmoord in de gevangenis. De rol van Barbara wordt gespeeld door de Oostenrijkse actrice Barbara Valentin, die in de jaren 1980 een goede vriendin was van Freddie Mercury van de groep Queen.
- Fassbinder zelf verschijnt kort als de schoonzoon van Emmi.